# علي حصني
علي حصني فيصل (مواليد 1 أكتوبر 1994 في العراق)، هو لاعب كرة قدم عراقي يلعب نادي الزوراء في مركز لاعب وسط.

## مسيرته الكروية
بدأ باللعب مع نادي الميناء في البصرة عام 2012. تم استدعائه للمنتخب العراقي عام 2014، ثم انتقل من الميناء إلى تشايكور ريزه سبور التركي في عام 2016 في تجربة احتراف فاشلة حيث لم يشارك في أي مباراة مع الفريق، ثم انتقل على سبيل الإعارة إلى نادي العربي الكويتي عام 2017، ثم عادَ إلى نادي الميناء في عام 2018. ثم انتقل من الميناء إلى نادي القوة الجوية بعقد قيمتهُ 300 مليون دينار عراقي في عام 2018 لمدة موسم واحد.

## إحصائيات
آخر تحديث 12 آذار 2018.
| الفريق                     | عدد المباريات | عدد الأهداف |
| -------------------------- | ------------- | ----------- |
| المنتخب العراقي تحت 23 سنة | 11            | 3           |
| المنتخب العراقي            | 23            | 3           |
| المجموع                    | 34            | 6           |

## روابط خارجية
- علي حصني على موقع قاعدة بيانات كرة القدم.إي يو (الإنجليزية)
- علي حصني على موقع ناشيونال فوتبول تيمز (الإنجليزية)
- علي حصني على موقع Soccerway.com (الإنجليزية)
- علي حصني على موقع أوليمبيديا (الإنجليزية)